# キートゥザミント
キートゥザミント (Key to the Mint) はアメリカ合衆国の競走馬、種牡馬。1972年のエクリプス賞最優秀3歳牡馬。

## 戦績
前年に半兄のフォートマーシーが年度代表馬となっていたこともあり、デビュー戦では1番人気に推されていたが、リヴァリッジから5馬身離された2着となった。以降リヴァリッジとは幾度か対戦することとなる。2週間後のメイドンで勝ち上がるが続くアローワンスではビービービーの3着に敗れている。1971年は4勝をあげレムゼンステークスに勝利したが、フューチュリティステークス、ガーデンステートステークスではリヴァリッジに敗れている。
3歳ではダービートライアルステークスに勝利したがケンタッキーダービーには進まず、プリークネスステークスでは一般競走1着後に出走して2番人気に推されたがビービービーの3着、ベルモントステークスはウィザーズステークス1着をはさんで出走、3番人気に推されたがリヴァリッジから離された4着に敗れた。結局プレップレースは何れも勝利したが、三冠競走は勝てずに終わった。
ベルモントステークス後は、リヴァリッジが不調となったのと対照的に古馬を相手に4連勝を飾り、ジョッキークラブゴールドカップでは2着に敗れたもののリヴァリッジには先着した。シーズン後半の活躍でエクリプス賞では二冠馬のリヴァリッジを押さえ、最優秀3歳牡馬に選出された。
1973年はエクセルシオールハンデキャップ、サバーバンハンデキャップに勝利したが、その後は勝てずユナイテッドネーションズハンデキャップの11着を最後に引退した。
リヴァリッジとの対戦成績は10戦してキートゥザミントが先着4回、リヴァリッジが先着6回であった。

## 競走成績
- 1971年 - 10戦4勝
  - レムゼンステークス
- 1972年 - 12戦7勝
  - ダービートライアルステークス、ウィザーズステークス、ブルックリンハンデキャップ、ホイットニーハンデキャップ、トラヴァーズステークス、ウッドワードステークス
  - エクリプス賞最優秀3歳牡馬
- 1973年 7戦3勝
  - エクセルシオールハンデキャップ (G2) 、サバーバンハンデキャップ (G1)

## 引退後
引退後は種牡馬となり、プラグドニクル、ジュエルプリンセスなどを輩出した。キートゥザミントは牡馬よりも牝馬の活躍馬を多く出した。またキートゥザミントは父グロースタークと同じく母系にはいってからも優秀であり、日本ではダンシングキイの一族やディープスカイ、カワカミプリンセスの母系にその名を見つけることができる。
1996年、ゲインズウェイファームで老衰のため安楽死となった。ジャワゴールドが後継種牡馬となり、その産駒のボレアル（コロネーションカップ）が種牡馬入りしておりサイアーラインは続いている。

### 主な産駒
- Plugged Nickle（1980年エクリプス賞最優秀短距離馬）
- Java Gold（トラヴァーズステークス）
- Jewel Princess（1996年エクリプス賞最優秀古牝馬）
- Gold and Ivory（ジョッキークラブ大賞）
- Sugar and Spice（マザーグースステークス）
- Love Smitten（アップルブロッサムステークス）
- Kamar（カナディアンオークス）

### ブルードメアサイアーとしての産駒
- Swain（1998年カルティエ賞最優秀古馬）
- Inside Information（1995年エクリプス賞最優秀古牝馬）
- Seaside Attraction（ケンタッキーオークス）
- ロイスアンドロイス
- ダンシングキイ（繁殖牝馬として日本に輸出され、ダンスインザダークやダンスパートナー、ダンスインザムードのGI馬3頭含む重賞馬4頭を出産した。）

## 血統表
| キートゥザミント (Key to the Mint)の血統（リボー系 / Papyrus 4×5=9.38%、Tracery 5×5=6.25%） | キートゥザミント (Key to the Mint)の血統（リボー系 / Papyrus 4×5=9.38%、Tracery 5×5=6.25%） | キートゥザミント (Key to the Mint)の血統（リボー系 / Papyrus 4×5=9.38%、Tracery 5×5=6.25%） | （血統表の出典） | （血統表の出典） |
| 父 Graustark 1963 栗毛                                                                      | 父の父Ribot 1952 鹿毛                                                                       | Tenerani                                                                                    | Bellini          | Bellini          |
| 父 Graustark 1963 栗毛                                                                      | 父の父Ribot 1952 鹿毛                                                                       | Tenerani                                                                                    | Tofanella        |                  |
| 父 Graustark 1963 栗毛                                                                      | 父の父Ribot 1952 鹿毛                                                                       | Romanella                                                                                   | El Greco         | El Greco         |
| 父 Graustark 1963 栗毛                                                                      | 父の父Ribot 1952 鹿毛                                                                       | Romanella                                                                                   | Barbara Burrini  |                  |
| 父 Graustark 1963 栗毛                                                                      | 父の母Flower Bowl 1952 鹿毛                                                                 | Alibhai                                                                                     | Hyperion         | Hyperion         |
| 父 Graustark 1963 栗毛                                                                      | 父の母Flower Bowl 1952 鹿毛                                                                 | Alibhai                                                                                     | Teresina         |                  |
| 父 Graustark 1963 栗毛                                                                      | 父の母Flower Bowl 1952 鹿毛                                                                 | Flower Bed                                                                                  | Beau Pere        | Beau Pere        |
| 父 Graustark 1963 栗毛                                                                      | 父の母Flower Bowl 1952 鹿毛                                                                 | Flower Bed                                                                                  | Boudoir          |                  |
| 母 Key Bridge 1959 鹿毛                                                                     | 母の父Princequillo 1940 鹿毛                                                                | Prince Rose                                                                                 | Rose Prince      | Rose Prince      |
| 母 Key Bridge 1959 鹿毛                                                                     | 母の父Princequillo 1940 鹿毛                                                                | Prince Rose                                                                                 | Indolence        |                  |
| 母 Key Bridge 1959 鹿毛                                                                     | 母の父Princequillo 1940 鹿毛                                                                | Cosquilla                                                                                   | Papyrus          | Papyrus          |
| 母 Key Bridge 1959 鹿毛                                                                     | 母の父Princequillo 1940 鹿毛                                                                | Cosquilla                                                                                   | Quick Thought    |                  |
| 母 Key Bridge 1959 鹿毛                                                                     | 母の母Blue Banner 1952 鹿毛                                                                 | War Admiral                                                                                 | Man o'War        | Man o'War        |
| 母 Key Bridge 1959 鹿毛                                                                     | 母の母Blue Banner 1952 鹿毛                                                                 | War Admiral                                                                                 | Brushup          |                  |
| 母 Key Bridge 1959 鹿毛                                                                     | 母の母Blue Banner 1952 鹿毛                                                                 | Risque Blue                                                                                 | Blue Larkspur    | Blue Larkspur    |
| 母 Key Bridge 1959 鹿毛                                                                     | 母の母Blue Banner 1952 鹿毛                                                                 | Risque Blue                                                                                 | Risque F-No.2-n  |                  |

半兄に1970年アメリカ年度代表馬のFort Marcy、半弟にKey to the Kingdom（スタイミーハンデキャップ (G3) ）、Key to Content（ユナイテッドネイションズハンデキャップ (G1) ）がいる。母のKey Bridgeは1980年の年度代表繁殖牝馬に選出されている。